# Euzebiusz (Nikolski)
Euzebiusz, imię świeckie Jewgienij Nikolski (ur. 9 stycznia?/21 stycznia 1860 lub 1861 w Sieriebriakach, zm. 17 stycznia 1922 w Moskwie) – rosyjski biskup prawosławny.

## Życiorys
Urodził się w rodzinie kapłana prawosławnego. Ukończył seminarium duchowne w Tule i Moskiewską Akademię Duchowną, w której w 1885 uzyskał tytuł kandydata nauk teologicznych. W tym samym roku został zatrudniony w szkole duchownej w Mohylewie jako wykładowca języka rosyjskiego oraz cerkiewnosłowiańskiego.
3 sierpnia 1893 złożył wieczyste śluby zakonne, przyjmując imię Euzebiusz. 5 sierpnia tego samego roku został hierodiakonem, zaś następnego dnia – hieromnichem, przyjmując święcenia z rąk biskupa gdowskiego Mikołaja (Nalimowa). 11 września 1893 otrzymał godność archimandryty, zaś w październiku tego samego roku został wyznaczony na rektora seminarium duchownego w Irkucku. W eparchii irkuckiej zaangażował się również w działalność misyjną.
W styczniu 1897 miała miejsce jego chirotonia na biskupa kirieńskiego, wikariusza eparchii irkuckiej. W obrzędzie jako konsekratorzy wzięli udział arcybiskup irkucki i wiercholeński Tichon (Troicki-Doniebin), biskup riazański i zarajski Melecjusz (Jakimow), biskup zabajkalski i nerczyński Jerzy (Orłow) oraz biskup jakucki i wilujski Nikodem (Prieobrażeński).
W 1899 został pierwszym biskupem nowo powstałej eparchii władywostockiej i kamczackiej. Jako jej ordynariusz przyczynił się do powstania ponad 170 nowych cerkwi i 100 szkół parafialnych, wspierał rozwój dwóch działających w eparchii monasterów – Ussuryjskiego Monasteru Trójcy Świętej i św. Mikołaja oraz Ussuryjskiego Monasteru Narodzenia Matki Bożej. W 1903 zainicjował wydawanie Władiwostokskich jeparchialnych wiedomostiej – oficjalnego pisma eparchii, założył również przy niej drukarnię. Szczególnie angażował się w działalność misyjną prowadzoną przez duchowieństwo administratury wśród rdzennych mieszkańców Dalekiego Wschodu Rosji oraz w Korei i Mandżurii. 6 maja 1906 otrzymał godność arcybiskupa, zaś w 1915 prawo noszenia brylantowego krzyża na kłobuku.
W 1917 wyjechał z Władywostoku na Sobór Lokalny Rosyjskiego Kościoła Prawosławnego, w czasie którego został wybrany honorowym członkiem Świętego Synodu Kościoła. Po zakończeniu swojej kadencji w synodzie w 1920, z powodu wojny domowej toczącej się w Rosji, nie mógł wrócić do swojej eparchii. Z tego powodu patriarcha moskiewski Tichon skierował go najpierw do eparchii smoleńskiej (jako locum tenens). Następnie, 18 lutego 1920, duchowny został metropolitą krutickim. 18 stycznia 1922 Euzebiusz (Nikolski) zmarł po odprawieniu Świętej Liturgii. Został pochowany w Monasterze Nowodziewiczym w Moskwie, po ceremonii pogrzebowej odprawionej przez patriarchę Tichona w soborze Chrystusa Zbawiciela w Moskwie.